# مايكل ماناسسيرا
مايكل ماناسسيرا (بالإنجليزية: Michael Manasseri)‏ هو مخرج وممثل أمريكي، ولد في 28 فبراير 1974 في الولايات المتحدة.

## وصلات خارجية
- مايكل ماناسسيرا على موقع IMDb (الإنجليزية)
- مايكل ماناسسيرا على موقع ألو سيني (الفرنسية)
- مايكل ماناسسيرا على موقع أول موفي (الإنجليزية)
- مايكل ماناسسيرا على موقع قاعدة بيانات برودواي على الإنترنت (الإنجليزية)
- مايكل ماناسسيرا على موقع قاعدة بيانات الأفلام السويدية (السويدية)
- مايكل ماناسسيرا على موقع قاعدة بيانات الفيلم (الإنجليزية)
- مايكل ماناسسيرا على موقع كينوبويسك (الروسية)